# زن دشمن خطرناکیست
زن دشمن خطرناکیست فیلمی به نویسندگی و کارگردانی رضا کریمی و عزیزالله بهادری محصول سال ۱۳۴۱ است.

## خلاصه داستان
شبدیز که در پی معاشرت با زن‌ها است، اصرار دارد که به پسرش منوچهر بقبولاند که زن دشمن خطرناکی است...

## بازیگران
- فرانک میرقهاری
- کاووس دوستدار
- قلی صفاپور
- عزیزه
- پرخیده
- همایون
- عزت‌اله مقبلی
- احمد قدکچیان
- عبداله محمدی
- منصور سپهرنیا
- شبنم جهانگیری
- ژیلا
- مینو
- محمدی